# Trishul (film)
Trishul (Devanagari: त्रिशूल) è un film indiano del 1978 diretto da Yash Chopra e prodotto da Gulshan Rai. È stato scritto da Salim-Javed, con musiche di Khayyam e testi di Sahir Ludhianvi. Il film fu un "blockbuster" ai box office ed uno dei maggiori incassi del 1978, insieme a Muqaddar Ka Sikander e Don.
Il film è stato oggetto di remake in lingua tamil da parte di Rajnikanth, che l'ha diretto con il titolo di Mr. Bharath e con Satyaraj nel ruolo che era di Sanjeev Kumar.
Il film si concentra sulle tre storie intrecciate di Amitabh, Sanjeev e Shashi.

## Trama
Vijay (Amitabh Bachhan) è il figlio illegittimo del barone Raj Kumar Gupta (Sanjeev Kumar) e del suo primo amore Shanti (Waheeda Rehman), che fu costretto ad abbandonare per sposare una ricca ereditiera. Shanti dà alla luce Vijay e lo alleva da sola. Alla morte della donna, Vijay, ormai adulto, si trasferisce a Delhi per vendicarsi del padre, rovinandogli gli affari e la famiglia. Shashi Kapoor e Poonam Dhillon sono i figli legittimi di Raj Kumar Gupta, fratellastri di Vijay, che finiranno per essere coinvolti nella vendetta dell'uomo. Inoltre Vijay incrocia il proprio destino con quello di Rakhee, la fedele segretaria di Sanjeev Kumar.

## Premi e riconoscimenti
- Filmfare Awards 1979 - Nomination[2]
  - Miglior film
  - Miglior regista - Yash Chopra
  - Miglior attore - Amitabh Bachchan
  - Miglior attore non protagonista - Sanjeev Kumar
  - Migliore storia - Salim-Javed